# Georg Dertinger
Georg Dertinger (født 25. december 1902 i Friedenau, død 21. januar 1968 i Leipzig) var en tysk politiker (DNVP og Øst-CDU). Han var i 1949-1953 udenrigsminister i DDR.

## Opvækst og uddannelse
Georg Dertinger gik i grundskole i Lichterfelde og Dahlem. Faderen, Rudolf Dertinger, var løjtnant i 1. verdenskrig på Østfronten og faldt i oktober 1914. Georg Dertinger fik i påsken 1916 en friplads på kadetskolen i Schloss Plön i Holstein. Sideløbende med den militæruddannelse tog han studentereksamen, der blev afsluttet på kadetskolen i Berlin-Lichterfelde i begyndelsen af 1922. Han læste jura og økonomi på Berlins Universitet og arbejdede samtidig hermed på Magdeburgische Zeitung, og senere på avisen Stahlhelm, Bund der Frontsoldaten.

## Medlemskab af DNVP og journalistisk løbebane
Dertinger var medlem af Deutschnationale Volkspartei (DNVP) og var en del af den såkaldte "Tyske herreklub". Han havde tætte kontakter til lederen af Zentrum, senere kansler Franz von Papen og kredsen omkring magasinet Die Tat, der var talerør for en "revolutionær konservatisme" og anti-kapitalisme. Som journalist fulgte han med Pape, da denne i 1933 ledte forhandlingerne med Tyskland og Den Hellige Stol om Reichskonkordat. Sideløbende arbejdede Dertinger som journalist på avisen Dienst aus Deutschland og en række forskellige provinsaviser.

## Medlemskab af Øst-CDU og politisk karriere
Efter afslutningen af 2. verdenskrig var Dertinger i 1945 blandt stifterne af det nye politiske parti i den sovjetiske besættelseszone, Christlich-Demokratischen Union Deutschlands (CDU). Dertinger var det nye parties pressereferent og overtog i 1946 posten som generalsekretær og var i perioden 1949-53 næstformand i partiet.
Han støttede partiets officielle linje med en tæt samarbejde med det regerende SED og var modstander af formanden Jakob Kaisers uafhængige linje. Dertinger fik Kaiser afsat i december 1947.
Dertinger blev i 1949 suppleant til DDR's Volkskammer i forbindelse med DDR's grundlæggelse. Dertinger havde stor indflydelse på udformningen af DDR's første forfatning og den 11. oktober 1949 blev han udnævnt til den nye republiks første udenrigsminister i Otto Grotewohl's regering. Den 13. oktober 1949 offentliggjorde han i CDU-avisen Neue Zeit sin udenrigspolitiske målsætning.
Som udenrigsminister deltog han den 6. juli 1950 i underskrivelsen af Görlitzer-traktaten, som DDR efter sovjetisk pres accepterede, hvorved grænsen til Polen blev flyttet frem til Oder-Neisse-linjen. Den 27. januar 1951 underskrev han med Polens udenrigsminister Stanisław Skrzeszewski afslutningsprokollen, der fastlagde grænsen ved Frankfurt/Oder.

## Politisk udrensning
Den 15. januar 1953 blev Dertinger arresteret af DDR's Ministerium für Staatssicherheit (StaSi) under anklager om "statsfjendtlig virksomhed" og i 16 måneder anbragt i en underjordisk celle under Berlin-Hohenschönhausen, mens regimet forberedte en skueproces, der blev gennemført for DDRs højesteret.
 Dertinger blev ved skueprocessen kendt skyldig i forsøg på at ødelægge DDR gennem en tilbagevenden "af monopolistiske stor-grundbesiddere og fascister" og at have bidraget "gennem organisering af bevæbnede fascistiske bander ved demarkationslinjen". Han blev idømt 15 års fængsel, som han tilbragte i fængslet i Bautzen. Han sad indespærret frem til 1964, hvor han blev løsladt få år før sin død. Forinden retssagen var Dertingers privatsekretær Gerold Rummler i 1952 af Stasi blevet beordret til at samle belastende information om udenrigsministeren og videregive dette til Stasi. Rummler flygtede derfor til Vestberlin.
DDR's regime straffede ikke blot Dertinger, men gjorde også brug af Sippenhaft (slægtshæftelse). Dertingers hustru blev idømt otte års fængsel, som hun afsonede uden afkortning. Dertingers 15-årige søn blev idømt tre års fængsel. Den 13-årige datter Oktavia blev også idømt fængselsstraf og derefter overgivet i varetægt til bedstemoderen (som også var blevet arresteret) og derefter forvist til Erzgebirge. Den yngste søn, Christian på 9 år blev givet en ny identitet og herefter tvangsadopteret til en partitro (SED) familie.
Efter murens fald blev Dertinger rehabiliteret i 1990.

## Eksterne links
- Wikimedia Commons har flere filer relateret til Georg Dertinger
- Litteratur af og om Georg Dertinger i det tyske nationalbiblioteks katalog
- Biografi Arkiveret 19. maj 2015 hos  Wayback Machine på bundesstiftung-aufarbeitung.de (tysk)
- DDR-Lexikon: Georg Dertinger (tysk)
- Hartmut Jäckel: Georg Dertinger und die Seinen (tysk)